# Le donne sono un'altra cosa
(Le donne sono un'altra cosa)
Le donne sono un'altra cosa è il secondo album di inediti della cantante pop italiana Rita Forte pubblicato nel 1996 dall'etichetta discografica Sony Music.

## Tracce
1. Le donne sono un'altra cosa – 3:45 (Luciano Rossi, Fratelli Bezzi)
2. Per sempre... e basta – 3:40 (Luciano Rossi)
3. Danzami – 3:57 (F.Marino, Luciano Rossi)
4. Gli amori quelli belli – 3:33 (Luciano Rossi)
5. Andare via – 4:07 (Luciano Rossi)
6. Se ti avessi avuto prima – 3:14 (Luciano Rossi)
7. Amante – 3:47 (Luciano Rossi, Fratelli Bezzi)
8. Se avrai bisogno di me – 3:04 (Luciano Rossi, G.Quattrocchi)
9. Unforgettable – 3:26 (Irving Gordon)

Durata totale: 32:55